# پودمولی
پودمولی (به چکی: Podmolí) یک منطقهٔ مسکونی در جمهوری چک است که در ناحیه زنویمو واقع شده‌است. پودمولی ۱۳٫۸ کیلومتر مربع مساحت و ۱۶۸ نفر جمعیت دارد و ۴۰۲ متر بالاتر از سطح دریا واقع شده‌است.